# Gulpicka
Gulpicka (Mycolindtneria leucobryophila) är en svampart som först beskrevs av Henn., och fick sitt nu gällande namn av Rauschert 1988. Mycolindtneria leucobryophila ingår i släktet Mycolindtneria och familjen Stephanosporaceae.   Inga underarter finns listade i Catalogue of Life.
I den svenska databasen Dyntaxa används istället namnet Lindtneria leucobryophila för samma taxon.  Arten är reproducerande i Sverige.